# ويلفريد ثيسيجر

ويلفريد ثيسيجر

ويلفريد ثيسيجر (Welfred Patrick Thesiger) هو رحالة بريطاني. ولد في أديس أبابا عام 1910 وتوفي عام 2003. سافر إلى كل من الجزيرة العربية (مناطق من المهرة وحضرموت في اليمن والسعودية والإمارات وعمان) والعراق وإيران وباكستان وغرب أفريقيا وكتب عنها عدة كتب أشهرها كتاب «الرمال العربية» (بالإنكليزية: Arabian Sands) وعرب الأهوار Marsh Arabs.

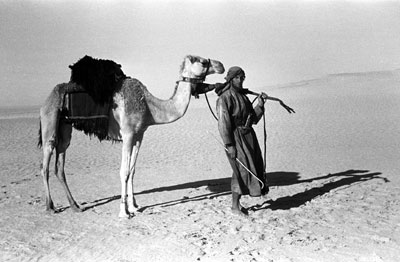
ويلفريد ثيسيجر

ثيسيجر تلقى تعليمه في كلية إيتون ومغدلن كلية، جامعة أوكسفورد، حيث حصل على المركز الثالث في تاريخها. بين عامي 1930 و1933، ثيسيجر ممثلة في الملاكمة وأكسفورد في وقت لاحق (1933) وأصبح كابتن فريق الملاكمة أكسفورد.
في عام 1930، ثيسيجر عاد إلى أفريقيا، والتي تلقى دعوة شخصية من قِبل الإمبراطور هيلا سيلاسي لحضور تتويجه. عاد مرة أخرى في عام 1933 في رحلة استكشافية، الممولة جزئيا من الجمعية الجغرافية الملكية، لاستكشاف مجرى نهر أواش. خلال هذه الرحلة، وأصبح أول أوروبي لدخول السلطنة معكم وزيارة بحيرة آبي.
بعد ذلك، في عام 1935، انضم إلى السودان ثيسيجر السياسية الخدمة المتمركزة في دارفور وأعالي النيل. خدم في عدة حملات الصحراوية مع السودان لقوة الدفاع (قوات الدفاع الذاتي) والخدمة الجوية الخاصة (ساس) مع رتبة رائد.

## عبور الربع الخالي
لقد عبر ويلفريد ثيسيجر الربع الخالي مرتين ما بين عامي 1945 و 1950 للميلاد. وكان من أهم مرافقيه شابين من قبيلة الرواشد الكثيرية وهم «سالم بن كبينة الراشدي» وسالم بن غبيشة الراشدي. اشتهر ثيسيجر بكتابين وهما رمال عربية (1959) يروي رحلاته في الربع الخالي في شبه الجزيرة العربية بين عامي 1945 و 1950، ويصف الطريقة التلاشي من حياة البدو. والثاني عرب الأهوار.
وأسفاره أيضاً اقتادوه إلى العراق وبلاد فارس (إيران حاليا)، وكردستان، والفرنسية غرب أفريقيا، وباكستان، وكينيا. وعاد إلى إنجلترا في 1990م، وحصل على لقب فارس في عام 1995.
وعرب الأهوار عام (1964) هو سرداً لمدن والسكان الأصليين في الأهوار في جنوب العراق. الرحلة الأخيرة هي أيضا مشمولة رفيقه السفر، وغافن ماكسويل، في وريد هزته الريح — في رحلة عبر اهوار العراق التي لم يكشف عنها (لونغمن، 1959).
ثيسيجر التقط صورا كثيرة خلال أسفاره، وتبرع بمجموعة واسعة وهي اكثر من 25,000 من ( الصور السالبة - نجتف الصور ) إلى متحف بيت ريفرز، أوكسفورد.
وقد تم تحليل كتبه، من أحد هواة جمع وجهات النظر، في كتاب جامع ومجلة المجلة، No.65، آب / أغسطس 1989، ومرة أخرى في عام 2008، No.295 العدد.
كان يعرف عند القبائل البدوية في الصحراء العربية باسم " مبارك بن لندن " و توطدت علاقة صداقته مع الشيخ زايد بن سلطان آل نهيان " من خلال رحلات الصيد المشتركة التي رافقه فيها
وقد أنتجت " قناة أبوظبي الإمارات " بالتعاون مع هيئة أبوظبي للثقافة والسياحة فيلما وثائقيا بعنوان " على خطى ثيسجر" الذي يستعيد الرحلة التي قام بها الرحالة "ويلفريد ثيسجر"مع رفيقيه وقد منحه الشيخ زايد بن سلطان آل نهيان رئيس دولة الإمارات العربية المتحدة وساماً تقديراً لجهوده الثمينة في اكتشاف المناطق العربيةعندما زار مرافقيه القداما في مدينة أبوظبي وهم سالم بن كبينة الراشدي الكثيري وسالم بن غبيشة الراشدي الكثيري سنة 1990. ساعده باقر الدجيلي في اكتشاف أهوار العراق اهتم الدجيلي وهو يتنقل من مدينة إلى أخرى بالموروث العراقي المتجذر من واقع التاريخ القديم وما فرضته طبيعة الأرض وقد مكنته معرفته بالإنكليزية من ترجمة محاضرة الانثروبولوجي ولفرد ثيسكر عن (المعدان) والذي اعتمدنا في كتابة بحث أي ثيسيجر عنه بشكل رئيسي على تلك المقالة حيث طبعت المحاضرة في مطبعة الرابطة ببغداد سنة 1956 متضمنة مقدمة مهمة وتعليقات وهوامش للمترجم استكمل فيها معلومات ثيسكر عن منطقة الأهوار العراقية وصوب غير الدقيق فيها وشرح ما غمض من المصطلحات المحلية وندرج أدناه تعليقاته عن المحاضرة التي جعل منها ثيسيجر النواة الأساسية لكتابه عن الأهوار أن الكتاب المذكور قد صدر وضمن بحث من قبل الباحث ضياء كاظم زبالة أهم مؤرخين الأجانب (المصوربن).
- تعليقات الدجيلي:

تعد تعليقات وهوامش باقر الدجيلي على محاضرة ولفرد ثيسكر عن (المعدان) مادة ثقافية مكملة ومصححة لملاحظات ثيسكر عن سكان الأهوار الجنوبية في العراق وقد وجدنا من المفيد إثبات معظمها لتكون صورة البحث المترجم متكاملة.
1-قال الدجيلي عن ثيسكر وحياته حتى عام 1954 .
ولد عام 1910 في المفوضية البريطانية في أديس أبابا. وهو أكبر أولاد النبيل ولفرد ثيسكير الوزير البريطاني في الحبشة آنذاك. وقد نال وسام الخدمة الممتازة D.S.O وهو أحد الأوسمة الرفيعة في بريطانية يمنح عادة لضباط الجيش البريطاني. وقد تلقى دراسته الثانوية في مدرسة إيتون المشهورة، والعالية في جامعة أكسفورد. وفي عام 1933 - 1934 قام بدراسة أحوال منطقة داراكيل في الحبشة، والتحق في الخدمة السياسية في السودان وتولى إدارة مقاطعة دارفور الشمالية. وفي 1940 - 1941 عيّن ضابطاً في الجيش البريطاني ورابط في الحدود السودانية، وتطوع بعدها في قوات الحبشة الوطنية ضد القوات الإيطالية. وأرسل بمهمة خاصة إلى سورية، واستأنف دراسة اللغة العربية في دمشق واشتغل كذلك في الصحراء الغربية.
وفي خلال 1945 - 1950 قام بزيارة منطقة الربع الخالي والحجاز وحضرموت ومحمية عمان: ونال ميدالية الجمعية الجغرافية في لندن بعد زيارته لهذه المناطق، وألقى على أعضاء الجمعية الآسيوية الملكية عقب ذلك محاضرة عن بدو جنوب الجزيرة «حضرموت». وسافر خلال 1950 - 1955 إلى إيران والعراق وباكستان وأفغانستان. وفي هذه الفترة كتب رسالته عن «المعدان» هذه التي آثرت ترجمتها.
وقد تعرفت عليه بحكم وظيفتي يوم كنت قائممقاماً لقضاء الشطرة سنة 1950 فقد زارني طالباً مني تسهيل مهمته في زيارة الأهوار الواقعة في منطقة البدعة. وقد فاتحته برغبتي في ترجمة محاضرته هذه فوافق مشكوراً بكتابه المؤرخ في 5 تموز سنة 1955.
2-في إيضاحه لمعنى كلمة (معدان) قال الدجيلي "إن كلمة معدان جمع ومفرده (معد) وهو جمع عرفي كقولنا في جمع عرب، عربان، وقس على ذلك ومعد حي أي قبيلة يذكر ويؤنث، يقال فلان معدي أي منسوب إلى حي، ومن ذلك المثل السائر "تسمع بالمعيدي خير من أن تراه" وكان هذا المعيدي يغير على مال النعمان بن المنذر ملك الحيرة فكان يطلبه فلا يقدر عليه، وكان يعجبه ما يسمع عنه من شجاعة وإقدام إلى أن أمنه، فلما رآه استزرى منظره لأنه كان دميم الخلقة، وتمعدد (فعل) أي تزيا بزيهم، انتهى تعليق الدجيلي والواضح أن معظمه يدور حول حكاية المثل فالمعدان اليوم قبائل وأنساب.
3-في ص19 يؤرخ للجاموس بالقول "يستعمل المعدان كلمة الجاموس بصورة المفرد وجمعه دواب، وقد عرف الجاموس في ولاية الحجاج بن يوسف.. إلخ.
وقال في تعليق آخر (يأكل جاموس المعدان الحشيش (سيقان القصب) والبردي والكولان والجريج والسجل والقاط والكوبان وأبو رقبة والحلبلاب والكعيبة والحو والمران والحليان ويعقر المعدان الرحل جواميسهم ليلاً بينما يترك القرويون الذين تفصل البرك بيوتهم جواميسهم طليقة أمام بيوتهم ويستعمل المعدان قاطبة ترنيمة خاصة حينما ينادون جواميسهم.
4-عن عادات الحلب وتقاليده يقول الدجيلي «شاهدت نساء منطقة الصيقل يقمن بحلب الجاموس وتحلب النساء الغنم والمعز إذا كن من عشائر الرعاة ويقوم الرجال بمسك الحيوانات أثناء حلبها، وقد لا تقوم نساء بدو جنوب جزيرة العرب بحلب الجمال» وقال في موضع آخر «يحمل المعدان الرحل اغلب ممتلكاتهم في صندوق خشبي كبير» ونقول أن معظم العشائر الرحل قد استوطنوا الأهوار ولم يعد التجوال ملائماً بالنسبة لغالبيتهم.
5-في تعليقه على الإيشنات والجزر يقول "يبلغ ارتفاع إيشان "الواجف" الذي يقع في الأهوار الشرقية نحو الثلاثين قدماً وارتفاع "العزيزة" نحو خمسين قدماً، وأغلب الجزر لا يزيد ارتفاعها على أكثر من (12) قدماً عن مستوى ماء الهور.
6-يقول عن المضايف "روي لي أن بعض مضايف الفرات تتألف من 17 حنية، ويشيد بيت وادي من عشائر البو محمد مضايفهم من 11 حنية في حين أن بيت صيهود يشيدونها من (9) حنايا وعن أنواع المشاحيف يقول أنها من أنواع مختلفة منها:
جلابية وبركاشة أو دانق وقعيدة وطراد. أما الماطور الصغير فلا عنق له وقد يربط المعدان عدداً من حزم البردي بعضها إلى بعض ويصنعون منها قارباً بدائياً يدعونه بـ الشاشة ومن العادات الجارية أن يحيي المسافرون مع تيار النهر الذين يسيرون ضد تيار الماء.
7-يقول الدجيلي في تعليقه على أسماء العلم عند المعدان «من الأسماء الغريبة التي يستعملها المعدان: جليب - جريدي - باكور - عتوي - حولية - واوي - قنفذ - شبل - برهان - هليجي - غراب - طويره - برغش - دكة - رفش - شبوط - قطان - بني - حمرية - جري - عجد - شلير - شوكة - حنظل - ركية - خلاله - طبيخ - صحين - عظيم - جلد وغالباً ما تستعمل صيغ التصغير» ويورد ثيسكر أسماء غريبة أخرى مثل خنزير - ضبع - جحيش - برغوث - جراد - كوسج - عفريت - بعرور والملاحظ أن هذه الأسماء مأخوذة من محيط المجتمع ومن منتجاته وسمكه ونباتاته وحيواناته.
8-علق الدجيلي على طرق صيد الخنازير في الأهوار بقوله "يستعمل المعدان مختلف أجزاء الخنزير لأغراض التطبيب والسحر ويعتقدون أن استعمال مرارته يشفي عضة الأفعى وأن الإنسان يستطيع أن يُشفى من مرض الروماتيزم إذا ما جلس في جوف خنزير. قد قتل حديثاً وأخرجت معدته.

## المناطق المهمة التي عبروا منها خلال الرحلة
- جبال الحجر.
- المهرة
- جبل الكور
- بارق
- تهامة.
- صبيا.
- المويجعي
- واحة ليوا
- بني عمرو
- سبخة مطي
- جبل القرا
- رمال آلوهيبة
- جدة الحراسيس
- رملة الغافة
- رملة غنيم
- صلالة
- المكلا
- السليل
- الساحل المتصالحة
- البريمي
- أم الزمول
- وادي العين
- رمال أم السميم المتحركة
- عروق الشيبة
- بهلا
- وادي الأسود
- حوشي
- خور وير
- قسميم
- قرة
- شيسور
- أم الحيط
- موغشين
- بئر الحلو
- خور بن عتريت
- رملة الربض
- منوخ
- حسي
- الجلدة
- عروق الزيزاء
- القعاميات (وسط الربع الخالي)
- بني مرضى
- رمال الدهنا
- ثريبان
- السليل
- رمال النفوذ
- طبيق

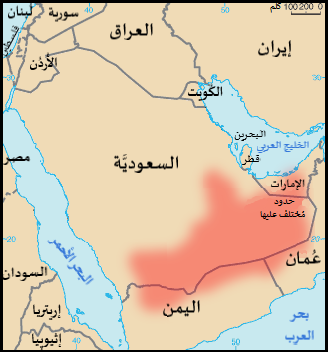
الربع الخالي

- ليلى (قرية صغيرة على حافة الربع الخالي)

كتاب «الرمال العربية».

- يبرين
- بلق
- قطوف
- بئر ذيبي
- شبام
- ظفير
- ابوظبي[7]

## الجوائز
في عام 2000، قام الشيخ زايد، ، بمنح ويلفريد ثيسجر وسام الاستقلال من الطبقة الأولى، تقديراً لجهوده التي قام بها في المنطقة ومؤلفاته ومنها كتاب «الرمال العربية».

## وفاة
توفي ويلفريد ثيسيجر (مبارك بن لندن) الرحالة والمكتشف البريطاني الشهير في 24 أغسطس 2003 للميلاد وهو يناهز 93 من العمر، في لندن.

## معرض لويلفريد ثيسجر
تم تخصيص معرض دائم للمستكشف لويلفريد ثيسيجر،في قلعة الجاهلي في مدينة العين في الإمارات العربية المتحدة. 

## وصلات خارجية
- ويلفريد ثيسيجر على موقع الموسوعة البريطانية (الإنجليزية)
- على خطى ثيسجر
- فلم وثائقي عن صحراء الربع الخالي